# Rally Cataluña de 1997
El Rally Cataluña de 1997, oficialmente 33º Rally Catalunya - Costa Brava (Rallye de España), fue la edición 33.ª y la quinta ronda de la temporada 1997 del Campeonato Mundial de Rally. Se celebró del 13 al 16 de abril y contó con un itinerario de dieciocho tramos de asfalto que sumaban un total de 387.72 km cronometrados.
El ganador fue Tommi Mäkinen que lograba la segunda victoria del año con un Mitsubishi Lancer Evo V, segundo fue Piero Liatti con un Subaru Impreza WRC que finalizó a solo siete segundos del finlandés. Tercero y más alejado Gilles Panizzi con un Peugeot 306 Maxi. En el campeonato de producción venció Gustavo Trelles.

## Itinerario y ganadores
| Día        | Tramo | Nombre                 | Distancia | Ganador                                    | Tiempo | Vel. media | Líder rally       |
| ---------- | ----- | ---------------------- | --------- | ------------------------------------------ | ------ | ---------- | ----------------- |
| 1 (14 abr) | SS1   | La Trona 1             | 12.89 km  | Francois Delecour Gilles Panizzi           | 8:36   | 89.93 km/h | Francois Delecour |
| 1 (14 abr) | SS2   | Alpens - Les Llosses 1 | 22.01 km  | Gilles Panizzi                             | 13:44  | 96.16 km/h | Gilles Panizzi    |
| 1 (14 abr) | SS3   | Coll de Santigosa 1    | 10.65 km  | Tommi Makinen Piero Liatti Gilles Panizzi  | 6:45   | 94.67 km/h | Gilles Panizzi    |
| 1 (14 abr) | SS4   | Coll de Bracons 1      | 19.69 km  | Gilles Panizzi                             | 12:54  | 91.58 km/h | Gilles Panizzi    |
| 1 (14 abr) | SS5   | La Roca - St Hilari 1  | 36.12 km  | François Delecour                          | 22:34  | 96.04 km/h | Gilles Panizzi    |
| 1 (14 abr) | SS6   | Cladells               | 13.73 km  | Piero Liatti                               | 9:18   | 88.44 km/h | Colin McRae       |
| 2 (15 abr) | SS7   | La Riba 1              | 32.78 km  | Tommi Makinen                              | 20:29  | 96.02 km/h | Colin McRae       |
| 2 (15 abr) | SS8   | Prades                 | 14.15 km  | Gilles Panizzi                             | 8:30   | 99.88 km/h | Colin McRae       |
| 2 (15 abr) | SS9   | El Priorat             | 20.70 km  | Gilles Panizzi François Delecour           | 14:34  | 85.26 km/h | Colin McRae       |
| 2 (15 abr) | SS10  | La Figuera             | 24.15 km  | Tommi Makinen François Delecour            | 15:32  | 93.28 km/h | Piero Liatti      |
| 2 (15 abr) | SS11  | La Bisbal de Falset    | 25.09 km  | Carlos Sainz                               | 16:18  | 92.36 km/h | Tommi Makinen     |
| 2 (15 abr) | SS12  | Escaladei              | 21.62 km  | Piero Liatti                               | 13:11  | 98.40 km/h | Piero Liatti      |
| 2 (15 abr) | SS13  | La Riba 2              | 32.78 km  | Colin McRae                                | 20:30  | 95.94 km/h | Tommi Makinen     |
| 3 (16 abr) | SS14  | La Trona 2             | 12.89 km  | Colin McRae                                | 8:34   | 90.28 km/h | Tommi Makinen     |
| 3 (16 abr) | SS15  | Alpens - Les Llosses 2 | 22.01 km  | Colin McRae                                | 13:44  | 96.16 km/h | Tommi Makinen     |
| 3 (16 abr) | SS16  | Coll de Santigosa 2    | 10.65 km  | Tommi Makinen                              | 6:45   | 94.67 km/h | Tommi Makinen     |
| 3 (16 abr) | SS17  | Coll de Bracons 2      | 19.69 km  | Piero Liatti Colin McRae François Delecour | 12:58  | 91.11 km/h | Tommi Makinen     |
| 3 (16 abr) | SS18  | La Roca - St Hilari 2  | 36.12 km  | Tommi Makinen                              | 22:40  | 95.61 km/h | Tommi Makinen     |

## Clasificación final
| Pos.                 | Piloto              | Copiloto                | Automóvil                 | Tiempo  | Diferencia | Puntos |
| WRC                  | WRC                 | WRC                     | WRC                       | WRC     | WRC        | WRC    |
| -------------------- | ------------------- | ----------------------- | ------------------------- | ------- | ---------- | ------ |
| 1.                   | Tommi Makinen       | Seppo Harjanne          | Mitsubishi Lancer Evo IV  | 4:08:46 | 0.0        | 10     |
| 2.                   | Piero Liatti        | Fabrizia Pons           | Subaru Impreza WRC97      | 4:08:53 | +0:07      | 6      |
| 3.                   | Gilles Panizzi      | Hervé Panizzi           | Peugeot 306 Maxi          | 4:11:55 | +3:09      | 4      |
| 4.                   | Colin McRae         | Nicky Grist             | Subaru Impreza WRC97      | 4:12:20 | +3:34      | 3      |
| 5.                   | Angelo Medeghini    | Barbara Medeghini       | Subaru Impreza 555        | 4:13:51 | +5:05      | 2      |
| 6.                   | Rui Madeira         | Nuno Rodrigues da Silva | Subaru Impreza 555        | 4:15:12 | +6:26      | 1      |
| 7.                   | Jaime Azcona        | Julius Billmaier        | Peugeot 306 Maxi          | 4:16:2  | +7:42      |        |
| 8.                   | Uwe Nittel          | Christina Thorner       | Mitsubishi Lancer Evo III | 4:17:2  | +8:39      |        |
| 9.                   | Raphael Sperrer     | Per Carlsson            | Renault Megane            | 4:18:3  | +9:46      |        |
| 10.                  | Carlos Sainz        | Luis Moya               | Ford Escort WRC           | 4:18:43 | +9:57      |        |
| PWRC                 |                     |                         |                           |         |            |        |
| 1. (13.)             | Gustavo Trelles     | Martin Christie         | Mitsubishi Lancer Evo III | 4:31:15 | 0.0        | 10     |
| 2. (15.)             | Antonello Fidanza   | Raffaelle Farina        | Mitsubishi Lancer Evo III | 4:40:37 | +9:22      |        |
| 3. (16.)             | David Nafría        | Alberto Sanchís         | Peugeot 106 Rallye        | 4:46:1  | +15:00     |        |
| Campeonato de España |                     |                         |                           |         |            |        |
| 1. (7.)              | Jaime Azcona        | Julius Billmaier        | Peugeot 306 Maxi          | 4:16:2  | 0.0        |        |
| 2. (12.)             | Daniel Alonso       | Salvador Belzunces      | Ford Escort RS 2000       | 4:30:25 | +13:57     |        |
| 3. (14.)             | Miguel Ángel Fuster | José Vicente Medina     | Peugeot 106 Maxi          | 4:36:58 | +20:30     |        |